# Vliegveld Kessel
Vliegveld Kessel was een vliegveld ten noorden van het dorp Kessel in de Nederlandse provincie Noord-Brabant. Het vliegveld is in de Tweede Wereldoorlog door de Duitsers aangelegd als uitwijkvliegveld voor vliegveld Volkel en is in die hoedanigheid in juli en augustus 1944 intensief gebruikt.

## Aanleg
Het vliegveld was gelegen in de uiterwaarden van de Maas, even ten noorden van het dorpje Kessel. Het terrein dat ter plaatse bekend stond als 'de Wijken' was al eerder bestemd als noodlandingsterrein voor de Luchtvaartafdeeling, de voorloper van de Koninklijke Luchtmacht. Vanaf de dijk waren de uiterwaarden er ruim een kilometer breed en daarmee was het een geschikte plaats voor de aanleg van een start- en landingsbaan. Vanaf april 1944 verkenden de Duitsers het gebied, omdat de Luftwaffe steeds meer behoefte kreeg aan schijnvliegvelden en uitwijkvliegvelden vanwege de toenemende aanvallen op Volkel.
Voor de aanleg vorderden de Duitsers arbeidskrachten en materiaal uit de omgeving. De eveneens gevorderde plaatselijke school bood onderdak aan de arbeiders. Er moesten sloten worden gedempt en het terrein moest worden geëgaliseerd. Grond werd vanuit het naburige Maren aangevoerd. Met graszoden werd een landingsbaan van 200x1200m aangelegd. Vliegtuigen stonden op houten vlonders opgesteld aan de voet van de dijk. Ze werden gecamoufleerd met camouflagenetten en groen geverfde stromatten.
Langs de Maas bevonden zich drie Flak-stellingen. Verder werden er benzinedepots gebouwd, waarvan een deel niet is voltooid. Een gevorderde woning aan de dijk werd in gebruik genomen als telefooncentrale.

## Gebruik als uitwijkvliegveld
In juli 1944 nam de Duitse Luftwaffe het veld in gebruik als schaduwvliegveld voor de Junkers Ju 88-nachtjagers die op Volkel gestationeerd waren. In tegenstelling tot de andere Ausweichplätze of Schattenflugplätze in Keent, De Rips en bij Boxmeer werd het terrein bij Kessel volop gebruikt. Zes à zeven Ju 88's van de 7e Staffel van III./NJG-2 werden overdag op Kessel gestationeerd om te voorkomen dat de toestellen bij een luchtaanval zouden worden vernietigd. 's Avonds vlogen de toestellen terug naar Volkel om 's nachts geallieerde bommenwerpers aan te vallen en was het terrein verlaten. Het vliegveld werd door circa vijftien personen bemand.
In 1944 werden Duitse activiteiten in de regio in de gaten gehouden door de spionagegroep-Albrecht. Zij vervaardigde gedetailleerde kaarten van de hulpvliegvelden en rapporteerden de voortgang van de bouw aan het Bureau Inlichtingen in Londen. Op 9 augustus 1944 verlieten de Duitsers het vliegveld.

## Heden
In de jaren '60 werd begonnen met zandwinning in de uiterwaarden waar het vliegveld lag. Inmiddels is de uiterwaard compleet afgegraven tot aan de Kesselse dijk en resteert niets meer van het vliegveld. De zandwinplaats gaat nu door het leven als recreatieplas de Lithse Ham.